# پرندگان در بهار
پرندگان در بهار (انگلیسی: Birds in the Spring) یک انیمیشن کوتاه از مجموعه سمفونی احمقانه محصول دیزنی به کارگردانی دیوید هند می‌باشد. این اثر در سال ۱۹۳۳ منتشر شد.